# Nikola Mak
Nikola Mak (* 18. November 1937 in Čeminac bei Osijek, Jugoslawien; † 16. November 2021 in Osijek, Kroatien) war ein kroatischer Verbandsfunktionär und Politiker der deutschen Minderheit.

## Leben
Mak wuchs zunächst in Čeminac (deutsch: Laschkafeld) auf, das damals mehrheitlich von Jugoslawiendeutschen bewohnt war. Am Kriegsende wurde seine Familie in einem Lager interniert, wo sein Vater starb. Mak studierte Rechtswissenschaften und war später in leitender Funktion im Kulturamt der Stadt Osijek tätig.
1996 war er an der Gründung der Njemačke narodnosne zajednice – Zemaljske udruge podunavskih Švaba u Hrvatskoj (Deutsche Gemeinschaft – Landsmannschaft der Donauschwaben in Kroatien) beteiligt, dessen Vorstand er viele Jahre lang angehörte. Als Vertreter der 12 kleineren Minderheiten war er von 2003 bis 2008 Abgeordneter des Kroatischen Parlaments (Sabor).
Am 30. Juli 2011 überreichte ihm der deutsche Botschafter in Kroatien Bernd Fischer im Auftrag von Bundespräsident Christian Wulff das Bundesverdienstkreuz 1. Klasse.